# Pissi
Das Pissi oder Kila war ein Volumenmaß für Flüssigkeiten und auch eine Masseneinheit (Gewichtsmaß) im Sultanat Sansibar. Das Handelsgewicht wurde stets der Ware angepasst. 
- Marka/Merka: 1 Pissi = 2,75 Liter
- Marka: 1 Pissi =1,920 Kilogramm (Mohrenhirse)
- andere Orte: 1 Pissi = 1/60 Djezla = 2,645 Kilogramm
- andere Orte: 1 Pissi = 1,65 Liter
- andere Orte: 1 Pissi = 1,110 Kilogramm (Mohrenhirse)
- andere Orte: 15 Pissi = 1 Tobla/Tabla

Beachte: Der Zweitname Kila ist nicht mit dem europäischen Volumenmaß Kila zu verwechseln!